# علی‌آباد (اسکو)
علی‌آباد یکی از روستاهای استان آذربایجان شرقی است که در دهستان شورکات جنوبی بخش ایلخچی شهرستان اسکو واقع شده‌است.این روستا ۲۳۵ نفر جمعیت دارد.